# Ressonància plasmònica superficial

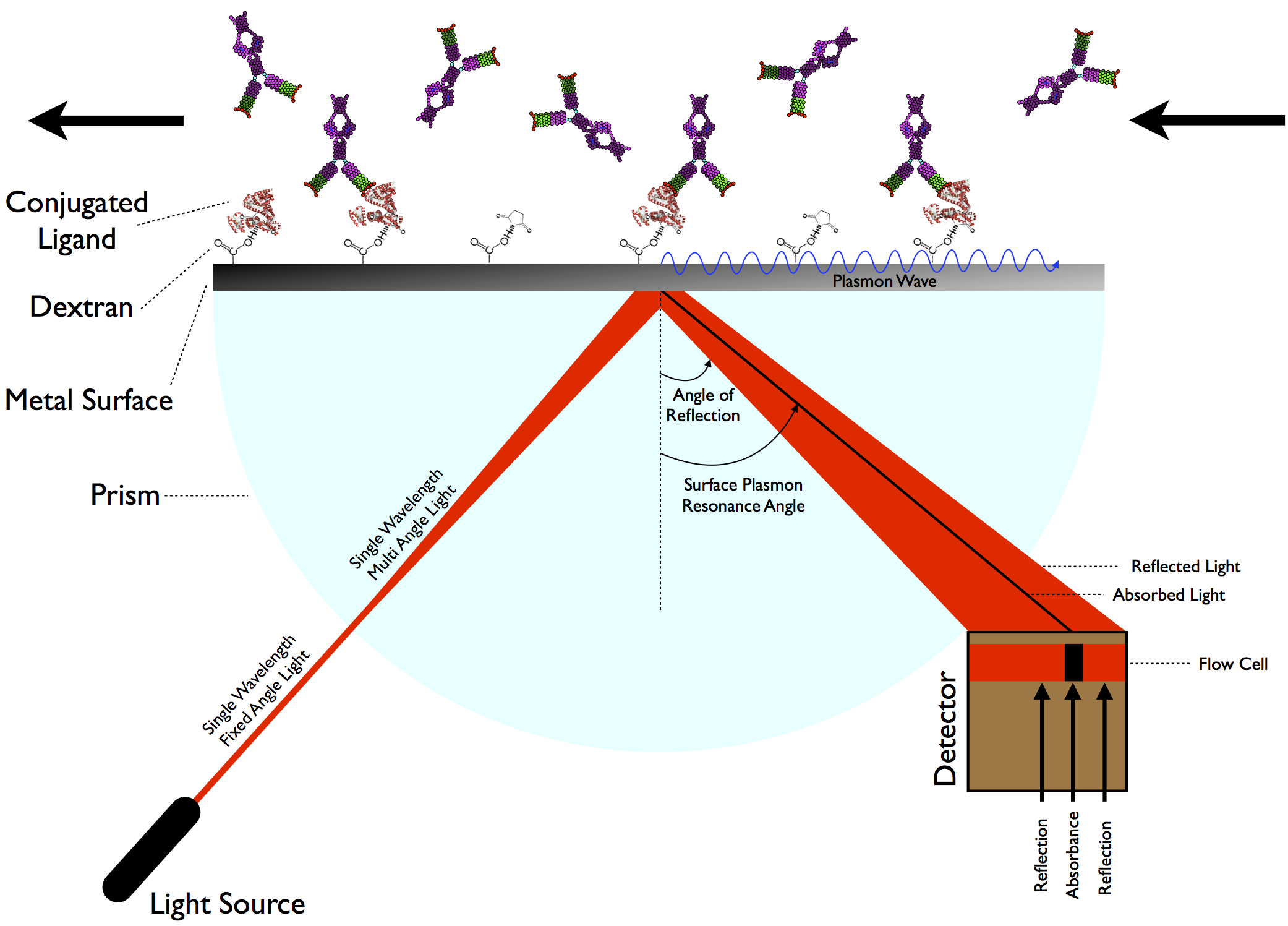
Ressonància plasmònica superficial (SPR)

La ressonància plasmònica superficial (SPR) és un fenomen que es produeix quan els electrons d'una làmina metàl·lica fina són excitats per la llum que es dirigeix cap a la làmina amb un angle d'incidència particular, i després viatgen paral·lels a la làmina. Suposant una longitud d'ona constant de la font de llum i que la làmina metàl·lica és prima, l'angle d'incidència que desencadena SPR està relacionat amb l'índex de refracció del material i fins i tot un petit canvi en l'índex de refracció farà que no s'observi SPR. Això fa que SPR sigui una tècnica possible per detectar substàncies particulars (anàlits) i s'han desenvolupat biosensors SPR per detectar diversos biomarcadors importants.

## Explicació
El polaritó plasmó superficial és una ona superficial electromagnètica no radiativa que es propaga en una direcció paral·lela a la interfície de permitivitat negativa/material dielèctric. Com que l'ona es troba al límit del conductor i del medi extern (aire, aigua o buit per exemple), aquestes oscil·lacions són molt sensibles a qualsevol canvi d'aquest límit, com ara l'adsorció de molècules a la superfície conductora.
Per descriure l'existència i les propietats dels polaritons dels plasmons de superfície, es pot triar entre diversos models (teoria quàntica, model Drude, etc.). La manera més senzilla d'abordar el problema és tractar cada material com un continu homogeni, descrit per una permitivitat relativa depenent de la freqüència entre el medi extern i la superfície. Aquesta quantitat, d'ara endavant anomenada "funció dielèctrica" dels materials, és la permitivitat complexa. Perquè existeixin els termes que descriuen el plasmó de superfície electrònic, la part real de la constant dielèctrica del conductor ha de ser negativa i la seva magnitud ha de ser superior a la del dielèctric. Aquesta condició es compleix a la regió de longitud d'ona infraroja-visible per a les interfícies aire/metall i aigua/metall (on la constant dielèctrica real d'un metall és negativa i la de l'aire o l'aigua és positiva).
Les LSPR (ressonàncies plasmòniques de superfície localitzades) són oscil·lacions col·lectives de càrrega d'electrons en nanopartícules metàl·liques que són excitades per la llum. Exhibeixen una amplitud de camp proper millorada a la longitud d'ona de ressonància. Aquest camp està molt localitzat a la nanopartícula i es desintegra ràpidament des de la interfície nanopartícula/dielèctrica cap al fons dielèctric, tot i que la dispersió de camp llunyà per part de la partícula també es veu millorada per la ressonància. La millora de la intensitat de la llum és un aspecte molt important dels LSPR i la localització significa que el LSPR té una resolució espacial molt alta (longitud de subona), limitada només per la mida de les nanopartícules. A causa de l'amplitud de camp millorada, els efectes que depenen de l'amplitud, com l'efecte magneto-òptic, també es milloren amb els LSPR.

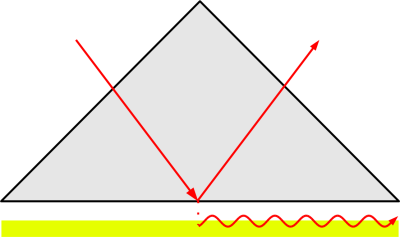
Configuració Otto

## Implementacions

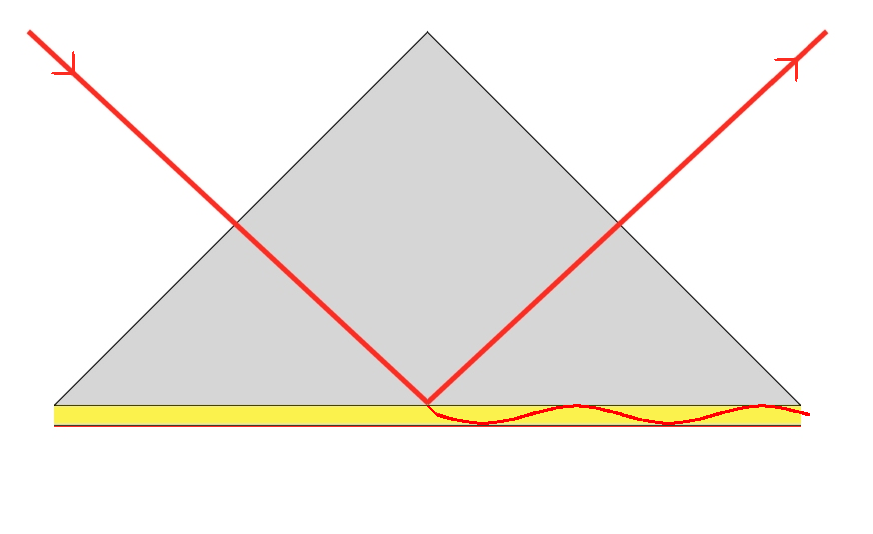
Configuració de Kretschmann

Per tal d'excitar els polaritons de plasmó superficials d'una manera ressonant, es pot utilitzar el bombardeig d'electrons o el feix de llum incident (el visible i l'infrarojo són típics). El feix entrant ha de coincidir amb el seu impuls amb el del plasmó. En el cas de la llum p-polaritzada (la polarització es produeix paral·lela al pla d'incidència), això és possible fent passar la llum a través d'un bloc de vidre per augmentar el nombre d'ona (i l'impuls) i aconseguir la ressonància a una determinada longitud d'ona i angle. La llum polaritzada S (la polarització es produeix perpendicularment al pla d'incidència) no pot excitar plasmons de superfície electrònics. Els plasmons de superfície electrònics i magnètics obeeixen la següent relació de dispersió:
{\displaystyle k(\omega )={\frac {\omega }{c}}{\sqrt {\frac {\varepsilon _{1}\varepsilon _{2}\mu _{1}\mu _{2}}{\varepsilon _{1}\mu _{1}+\varepsilon _{2}\mu _{2}}}}}
on k({\displaystyle \omega }) és el vector d'ona, {\displaystyle \varepsilon } és la permitivitat relativa, i {\displaystyle \mu } és la permeabilitat relativa del material (1: el bloc de vidre, 2: la pel·lícula metàl·lica), mentre que {\displaystyle \omega } és la freqüència angular i {\displaystyle {c}} és la velocitat de la llum en el buit.

## Aplicacions
Els plasmons superficials s'han utilitzat per millorar la sensibilitat superficial de diverses mesures espectroscòpiques, com ara la fluorescència, la dispersió Raman i la generació de segon harmònic. En la seva forma més senzilla, les mesures de reflectivitat SPR es poden utilitzar per detectar l'adsorció molecular, com polímers, ADN o proteïnes, etc. Tècnicament, és habitual mesurar l'angle de reflexió mínima (angle de màxima absorció). Aquest angle canvia de l'ordre de 0,1° durant l'adsorció de pel·lícules primes (uns nm de gruix). (Vegeu també els exemples.) En altres casos es segueixen els canvis en la longitud d'ona d'absorció. El mecanisme de detecció es basa en les molècules adsorbents que provoquen canvis en l'índex local de refracció, canviant les condicions de ressonància de les ones plasmòniques superficials. El mateix principi s'aprofita a la plataforma competitiva desenvolupada recentment basada en multicapa dielèctrica sense pèrdues ( DBR), que suporta ones electromagnètiques superficials amb ressonàncies més agudes ( ones de superfície de Bloch).
Si la superfície està modelada amb diferents biopolímers, utilitzant òptiques i sensors d'imatge adequats (és a dir, una càmera), la tècnica es pot estendre a la imatge de ressonància plasmònica superficial (SPRI). Aquest mètode proporciona un alt contrast de les imatges basat en la quantitat adsorbida de molècules, una mica semblant a la microscòpia angular de Brewster (aquesta última s'utilitza més habitualment juntament amb un canal Langmuir-Blodgett).